# Песня-71
«Песня-71» — первый Всесоюзный телевизионный фестиваль советской песни, дебют советского и российского телевизионного фестиваля эстрадной песни из серии «Песня года».  Фестивалю было придано значение главного события года страны в музыкальном песенном жанре. Итоговая «Песня года» и Новогодний «Голубой огонёк» стали главными площадками для репрезентации советской идентичности.
Праздничный вечер проводился в Останкино. Производство: Главная редакция музыкальных программ Центрального телевидения СССР. Запись финала состоялась 22 декабря 1971 года, а 1 января 1972 года финал фестиваля был показан по телевидению в чёрно-белой записи. Продолжительность 2 часа 37 минут, в финале 20 песен.
Режиссёр: Виктор Черкасов. Ведущие: Анна Шилова, Игорь Кириллов.
Авторы идеи фестиваля, родившейся в начале 1970-х годов — главный редактор Нина Григорьянц, режиссёры Виктор Мееровский и Виктор Черкасов (сотрудников главной редакции музыкальных программ Центрального телевидения СССР), а также дирижёр эстрадно-симфонического оркестра Центрального телевидения и Всесоюзного радио Юрий Силантьев. Ничего подобного на тот момент на телевидении СССР не существовало, проект стал главной выставкой композиторов, поэтов и исполнителей, отчитывающихся перед советским народом. Фестиваль вошёл в историю центрального телевидения СССР, как концерт лучших песен года по письмам телезрителей.
Новый фестиваль стал частью развлекательной новогодней программы советского телевидения: 31 декабря песни исполнялись на «Голубом огоньке» , 1 января — на «Песне года».
Промежуточные передачи фестиваля проводились на протяжении всего 1971 года. В восьми сорокапяти-минутных программах звучали песни советских композиторов-членов Союза композиторов, написанные и исполненные в текущем году, прошедшие согласование в художественных советах, исполненные официально одобренными исполнителями. Перед финалом организаторы выбрали, якобы на основании анализа 30 тысяч почтовых открыток, 20 песен-финалистов. При этом число голосов, поданных за конкретную песню, оказалось неизвестным, а в финале оказались как популярные шлягеры, знакомые всей стране, так и пропагандистские агитки (трудно было представить себе зрителей, которые пишут на телевидение письма, чтоб их услышать). 
На сцене, в жюри, сидели представители программ телевидения и радио: Светлана Жильцова, Элеонора Беляева, Виктор Татарский, в зале — авторы музыки и слов вышедших в финал песен, которым и вручали дипломы лауреатов. Композиторам, сидящим в зале, вручают в качестве призов игрушечные рояли. Солисты Детского хора ЦТ и ВР за песню «Трус не играет в хоккей» получают клюшки от хоккеиста Вячеслава Старшинова, весь зал скандирует «Шайбу!». 
Ко всем участникам предъявлялись требования: быть строго одетыми, без вызывающих причёсок, без резких движений. На этом фоне выделялся Муслим Магомаев, находившийся на пике карьеры, он пел артистично и эмоционально.
Для исполнителей участие в заключительном концерте являлось подтверждением сохранения ими звездного статуса. Так, в начале концерта все звёзды тогдашней советской эстрады (Магомаев, Хиль, Кобзон, Кристалинская, Лещенко) вышли на сцену под гимн фестиваля «Песня остаётся с человеком» (музыка Аркадия Островского, слова Сергея Острового).
Финальный концерт начался с Марша весёлых ребят (из кинофильма «Весёлые ребята», Исаак Дунаевский —Василий Лебедев-Кумач, исполнитель БДХ ВР и ЦТ, хормейстер Виктор Попов).
 Лев Лещенко вышел в финал сразу с двумя песнями, в последующие годы он оказался одним из рекордсменов по выходам в финал.
Избранные песни фестиваля на Discogs (их жанр был определён, как поп, фолк, народная музыка, этника, кантри, а стиль— как вокальная музыка): Свадьба и другие.

## Фон
История фестиваля «Песня года» тесно связана с историей страны, и на нём отражались все перемены, происходившие в обществе. В 1971 году продолжился период застоя и «холодной войны». К началу 70-х телевидение в СССР стало важнее радио и почти единственным окном в мир даже для столичных жителей. Оно представляло собой инструмент советской пропаганды и должно было воспитывать преданность делу коммунизма, советский патриотизм, высокое сознание общественного долга, коллективизм и товарищескую взаимопомощь, честность, нравственную чистоту, простоту и скромность в общественной и личной жизни. В условиях стагнации экономики в период застоя такие насущные проблемы, как дефицит товаров, прирост в теневой экономике и неравномерное распределение благ вызывало растущее недовольство населения, а социалистическая пропаганда выглядела анекдотичной, при этом партийно-советская бюрократия разрасталась. К Ленину, Октябрю, партии и прочим святыням население относилось безразлично. Несмотря на позицию населения страны, пропагандисты стояли на позиции коммунистической идеологии и целенаправлено разделяли «правильную»  и «вредоносную» буржуазную поп-музыку. Что не помешало популярности такого представителя заграницы, как Дин Рид. «Песня года» представляла собой хит-парад официально одобряемой советской музыкальной эстрады  (без зарубежной эстрады),  до 1987 года в фестиваль целенаправленно включались песни гражданско-патриотической тематики.  Происходило постоянное балансирование между лирической и гражданской тематикой песен, причём политизированности репертуара не удавалось избежать и детским коллективам. На Песне-71 авторы песни «Алёша», Э. Колмановский— К. Вашенкин, продемонстрировали, что гражданско-патриотическую тематику можно вуалировать с помощью лирических интонаций.  
На всеобщем пропагандистском фоне телезрители сделали популярной передачу «Алло, мы ищем таланты!» (1969—1972) с ведущим Александром Масляковым, ставшим первым шоуменом СССР. 
Во второй половине XX века в СССР сложились следующие подсистемы пространства культуры: авторская песня, русский рок и советская песня. Их корреляция друг с другом, а также их соответствие социально-историческим процессам стало предметом научного изучения (взаимное позиционирование авторской песни и рока и официального массового искусства и другие параметры).
Фестиваль «Песня года» был взят (исследование 2021 года) в качестве базы для анализа песенного направления культуры с точки зрения самой советской системы. «Песня-71» была выбрана для исследования, как первый конкурс советского периода. В начале («Песня-71») для советской песни был характерен стабильный пафос, в конце (1990-е годы) —лирика. Если вначале подборка песен отражала взгляд системы на то, как должна выглядеть массовая песенная культура («Песня-71»), то в конце (Песня-90) произошло преобразование советской массовой культуры в массовую культуру рыночных систем.

## Хиты фестиваля
- «Баллада о красках» (Оскар Фельцман—Роберт Рождественский, исполнитель Иосиф Кобзон), самый первый промежуточный выпуск «Песни года» открывался этой песней, песня вышла в финал и стала хитом[2][29]
- «Трус не играет в хоккей» и «Марш веселых ребят» (из кинофильма «Веселые ребята») в исполнении Большого детского хора ЦТ и ВР[2][14][30]
- «Не плачь, девчонка» (Владимир Шаинский —Владимир Харитонов, исполнитель Лев Лещенко)[31][32][33], солдатская песня в СССР, как в государстве с всеобщей воинской повинностью, особое место занимали, одним из мастеров солдатской песни был Владимир Шаинский, сам отслуживший в армии[33]
- «Зачем вы, девочки, красивых любите» («Ромашки спрятались», из фильма «Моя улица», Евгений Птичкин — Игорь Шаферан)[31] и «А где мне взять такую песню» (музыка Григория Пономаренко на стихи Маргариты Агашиной), исполнительница Ольга Воронец, эти песни стали хитами и её визитными карточками[34][2][14][35]
- «Червона рута» (Владимир Ивасюк—Владимир Ивасюк)[2], исполнители Василий Зинкевич, Назарий Яремчук и Владимир Ивасюк в сопровождении эстрадно-симфонического оркестра под управлением Юрия Силантьева[19]. «Червона рута» стала одной из самых знаменитых и узнаваемых украинских песен в мире, супер-хитом[2][32][36]. Отражение фестиваля Песня-71 в фильме «Яремчук: Несравненный мир красоты» (2024)[37]
- «Свадьба» (Арно Бабаджанян—Роберт Рождественский, исполнитель Муслим Магомаев)[4][2][32]
- «Знаете, каким он парнем был» ( Александра Пахмутова — Николай Добронравов, исполнитель Юрий Гуляев)[2][38].

## Награды
Лауреаты фестиваля награждались сувенирами в виде рояля, а если речь шла о песне в народном стиле, то — гармошки (через два года подарки были замены, сначала на блокнот с символикой конкурса, а потом и вовсе остались всего лишь дипломы). Специальный приз жюри «За лучшую песню» достался песне «Свадьба» (музыка Арно Бабаджаняна, стихи Роберта Рождественского, исполнитель Муслим Магомаев).

## Лауреаты фестиваля
В финальном концерте прозвучали следующие песни-лауреаты:
| №  | Название                                                    | Автор музыки           | Автор текста                            | Исполнитель                                                          | Примечание                               |
| -- | ----------------------------------------------------------- | ---------------------- | --------------------------------------- | -------------------------------------------------------------------- | ---------------------------------------- |
| 1  | Товарищ                                                     | Иванов Олег            | Прокофьев Александр                     | Лев Лещенко                                                          |                                          |
| 2  | А где мне взять такую песню                                 | Пономаренко Григорий   | Агашина Маргарита                       | Ольга Воронец                                                        |                                          |
| 3  | Баллада о красках                                           | Фельцман Оскар         | Рождественский Роберт                   | Иосиф Кобзон                                                         |                                          |
| 4  | Любите Россию                                               | Туликов Серафим        | Милявский Олег                          | Галина Ненашева                                                      |                                          |
| 5  | Не плачь, девчонка                                          | Владимир Шаинский      | Харитонов Владимир                      | Лев Лещенко                                                          |                                          |
| 6  | Будет жить любовь на свете                                  | Дмитриев Владимир      | Ольгин Алексей                          | Эдуард Хиль                                                          |                                          |
| 7  | Ненаглядный мой                                             | Пахмутова Александра   | Казакова Римма                          | Мария Пахоменко                                                      |                                          |
| 8  | Журавли                                                     | Френкель Ян            | Гамзатов Расул                          | Иосиф Кобзон                                                         |                                          |
| 9  | Ромашки спрятались (из кинофильма «Моя улица»)              | Птичкин Евгений        | Шаферан Игорь                           | Ольга Воронец                                                        |                                          |
| 10 | Русское поле (из кинофильма «Новые приключения неуловимых») | Ян Френкель            | Гофф Инна                               | Юрий Гуляев                                                          |                                          |
| 11 | Признание                                                   | Колкер Александр       | Рыжов Ким                               | Мария Пахоменко                                                      |                                          |
| 12 | Свадьба                                                     | Бабаджанян Арно        | Рождественский Роберт                   | Муслим Магомаев                                                      |                                          |
| 13 | Я люблю тебя, Россия                                        | Тухманов Давид         | Ножкин Михаил                           | Галина Ненашева                                                      |                                          |
| 14 | Кто отзовётся (из кинофильма «Песня тебя найдёт»)           | Александра Пахмутова   | Добронравов Николай                     | Майя Кристалинская, ансамбль «Искатели»                              | Запись выступления не сохранилась        |
| 15 | Алёша                                                       | Колмановский Эдуард    | Ваншенкин Константин                    | Маргарита Николова, Георгий Кордов                                   |                                          |
| 16 | Вдоль по Питерской                                          | русская народная песня | русская народная песня                  | Муслим Магомаев                                                      |                                          |
| 17 | Червона рута                                                | Ивасюк Владимир        | Ивасюк Владимир                         | Василий Зинкевич и Назарий Яремчук (ВИА «Смеричка»), Владимир Ивасюк |                                          |
| 18 | Зима                                                        | Эдуард Ханок           | Островой Сергей                         | Эдуард Хиль                                                          |                                          |
| 19 | Знаете, каким он парнем был                                 | Александра Пахмутова   | Николай Добронравов                     | Юрий Гуляев                                                          | песня была исполнена второй раз на «бис» |
| 20 | Взвейтесь кострами                                          | Кайдан-Дежкин Сергей   | Жаров Александр                         | БДХ ВР и ЦТ, хормейстер Виктор Попов                                 |                                          |
| 21 | Трус не играет в хоккей                                     | Пахмутова Александра   | Гребенников Сергей, Добронравов Николай | БДХ ВР и ЦТ, хормейстер Виктор Попов                                 |                                          |
| 22 | Любовь, как лодочка                                         | Левашов Валентин       | Софронов Анатолий                       | Академический русский народный хор им. М. Пятницкого                 |                                          |
| 23 | Погоди же ты                                                | Колкер Александр       | Рыжов Ким                               | Эдуард Хиль                                                          |                                          |
| 24 | Баллада о бессмертии                                        | Фельцман Оскар         | Рождественский Роберт                   | Иосиф Кобзон                                                         | Запись выступления не сохранилась        |

## Не попали в финал
На финальный концерт не попали такие хиты, как:
- «За того парня» (попала в финал Песни-72[39], из к/ф Минута молчания, В бой идут одни старики, исполнитель Иосиф Кобзон)[40]
- «Берёзовый сок» (попала в финал Песни-72[39], из к/ф Мировой парень, Вениамин Баснер-Михаил Матусовский, исполнитель ВИА Песняры, солист Леонид Борткевич),
- Косил Ясь конюшину[40] (попала в финал Песни-72[39]),
- Надежда (первая исполнилнительница Эдита Пьеха, каноническая исполнительница Анна Герман)[40], попала в финал Песни-75 в исполнении Муслима Магомаева
- «Карлсон» («Есть герой в мире сказочном», исполнитель Поющие гитары)[40]
- «Незримый бой» (из к/ф Следствие ведут знатоки, Марк Минков- Анатолий Горохов, исполнитель Владимир Макаров)[40]
- "Проснись и пой "(из спектакля Проснись и пой, к/ф Джентльмены удачи, Владимир Луговой- Геннадий Гладков, исполнительница Лариса Мондрус)[40]
- «Золушка» (исполнительница Людмила Сенчина)[40], вышла в финал Песни-73 в исполнении Таисии Калиниченко
- «Тополиный пух» («Если ты одна любишь сразу двух», исполнительница Гюлли Чохели)[40]
- «Люди встречаются» (ВИА «Весёлые Ребята»)[32]
- «Журавль по небу летит» (из к/ф Бумбараш, исполнитель Александр Хочинский и Валерий Золотухин)[32]
- «Песенка о шпаге» (из к/ф Достояние республики, исполнитель Андрей Миронов)[32]
- «Песенка крокодила Гены» (из мультфильма Чебурашка)[32][41], прозвучала в финале Песни-72